# روز جهانی شستن دست

۱۵ اکتبر (۲۳ مهر) روز جهانی شستن دست (به انگلیسی: Global Handwashing Day) روزی است که با هدف بالا بردن آگاهی از شستشوی دست‌ها با صابون به عنوان عامل کلیدی در پیشگیری از بیماری، در سراسر جهان گرامی داشته می‌شود.

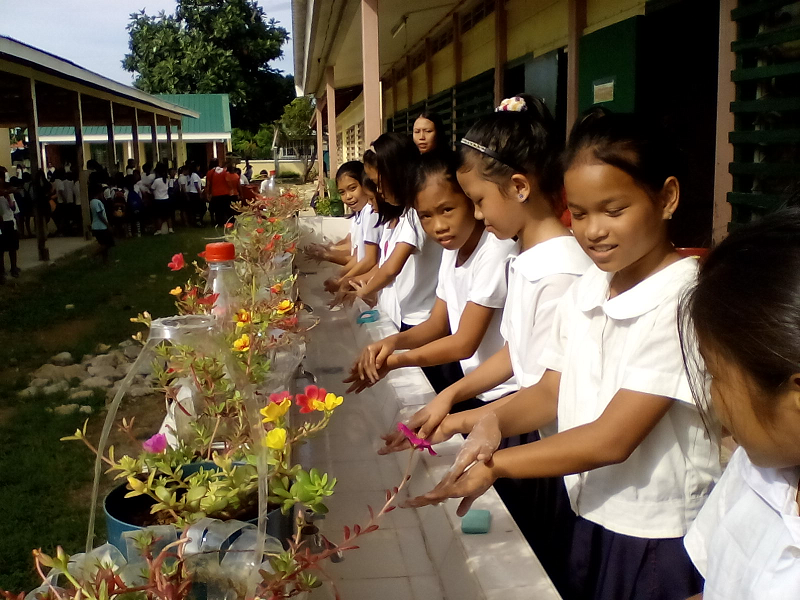
دانش‌آموزان مدارس ابتدایی فیلیپین در جشن روز جهانی شستن دست در سال ۲۰۱۵.

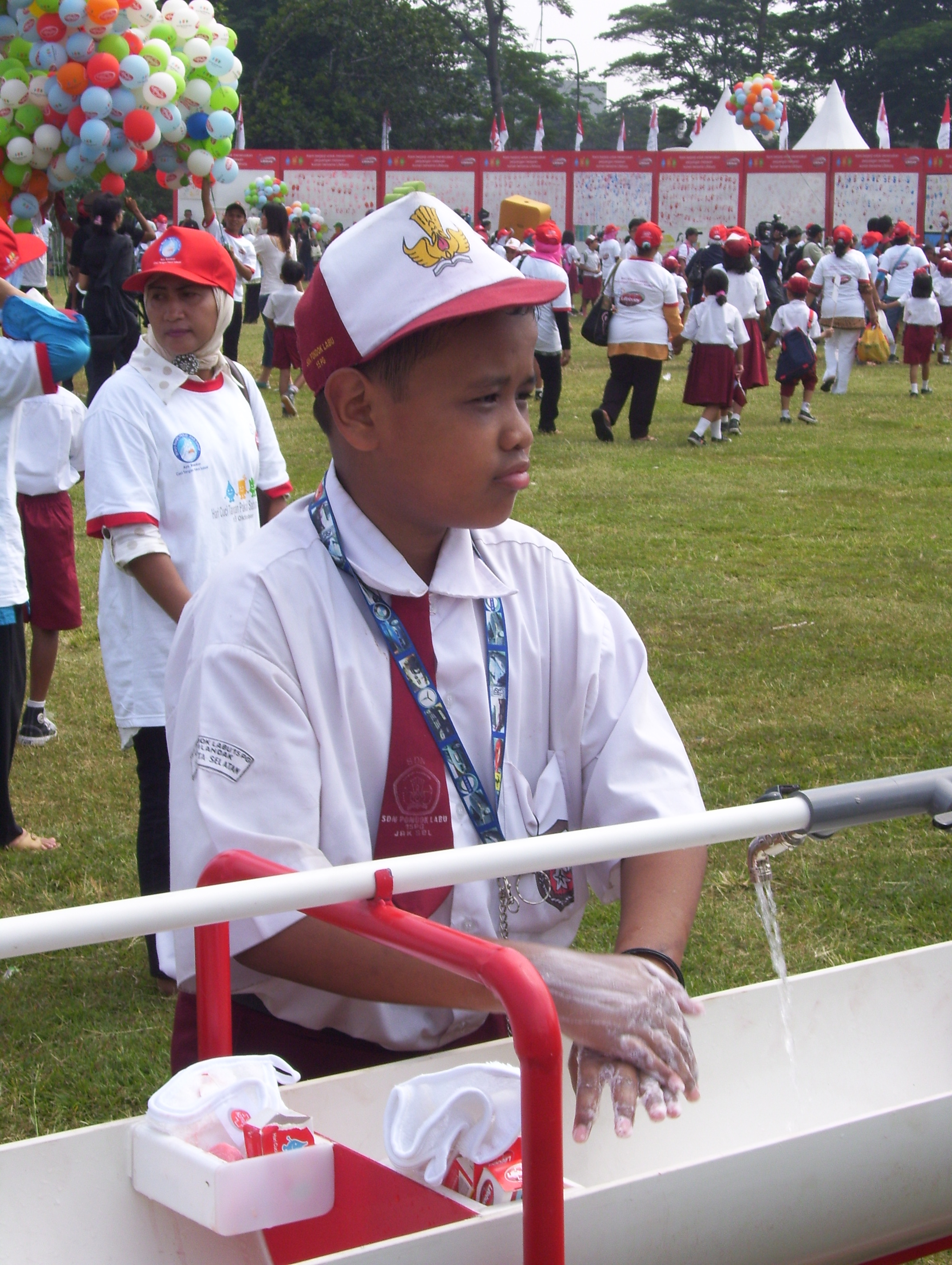
جشن روز جهانی شستن دست در اندونزی در سال ۲۰۰۸

## تاریخچه
روز جهانی شستن دست اولین بار در سال ۲۰۰۸ برگزار شد، تا بیش از ۱۲۰ میلیون کودک در ۷۰ کشور جهان دست خود را با صابون شستشو دهند. از سال ۲۰۰۸، رهبران جامعه از این روز استفاده کرده‌اند تا سادگی و ارزش دست‌های تمیز را نشان دهند. هر سال بیش از ۲۰۰ میلیون نفر در جشن‌های بیش از ۱۰۰ کشور در سراسر جهان شرکت می‌کنند.

## ضرورت
بنابر گزارش یونیسف شستن دست‌ها با آب و صابون خصوصاً در مواقع ضروری (بعد از رفتن به توالت و قبل از خوردن غذا) به کاهش بروز بیماری‌های اسهالی تا بیش از ۴۰ درصد و عفونت‌های تنفسی تا ۲۵ درصد کمک می‌کند.

## اهداف
یونیسف قصد دارد به همراه سازمان‌های دیگر، از جمله بانک جهانی و مرکز تحقیقات بین‌المللی و با پشتیبانی شرکت‌های بزرگ، با برگزاری برنامه‌های آموزشی در۸۰ کشور در حال توسعه، آگاهی از بهداشت عمومی را افزایش دهد.